# Nävragöl
Nävragöl – miejscowość (tätort) w Szwecji, w regionie administracyjnym (län) Blekinge, w gminie Karlskrona.
Według danych Szwedzkiego Urzędu Statystycznego liczba ludności wyniosła: 222 (31 grudnia 2015), 219 (31 grudnia 2018) i 218 (31 grudnia 2019).